# John Lindhagen
Johannes (John) Agaton Lindhagen, född den 1 januari 1858 i Ekeby socken, Östergötland, död den 23 juli 1909 i Chicago, var en svensk skådespelare och tecknare.
Han var son till kyroherden Fredrik Israel Lindhagen och Agnes Beata Teresia Blom och brorson till Georg och Albert Lindhagen, bror till Teodor Lindhagen samt farbror till Manne Lindhagen.
Lindhagen studerade 1879–1882 vid Kungliga teatrarnas elevskola och var från 1882 verksam vid det teatersällskap som 1884 övertogs av Albert Ranft från August Lindberg. Senare spelade han på Nya teatern i Stockholm 1885–1887 och på Vasateatern 1887–1888. Åren 1892–1893 vann han stor uppskattning, då han spelade i ett teatersällskap i Finland. Vid sidan av sitt arbete vid teatern var han verksam som konstnär förutom målningar och teckningar utförde han även porträtt i kol. År 1894 utvandrade Lindhagen till USA, där han bland annat var verksam vid Svenska teatern i Chicago men till sist berövade han sig livet.